# Trivirostra
Trivirostra is een geslacht van weekdieren uit de klasse van de Gastropoda (slakken).

## Soorten
- Trivirostra akroterion (Cate, 1979)
- Trivirostra bocki F. Schilder & M. Schilder, 1944
- Trivirostra boswellae Cate, 1979
- Trivirostra boucancanotica Fehse & Grego, 2002
- Trivirostra clariceae Cate, 1979
- Trivirostra corrugata (Pease, 1868)
- Trivirostra declivis Fehse, 2015
- Trivirostra dekkeri Fehse & Grego, 2009
- Trivirostra edgari (Shaw, 1909)
- Trivirostra elongata Ma, 1997
- Trivirostra ginae Fehse & Grego, 2002
- Trivirostra hordacea (Kiener, 1843)
- Trivirostra hyalina Schilder, 1933
- Trivirostra insularum Schilder, 1944
- Trivirostra keehiensis Cate, 1979
- Trivirostra lacrima Fehse, 2015
- Trivirostra letourneuxi Fehse & Grego, 2008
- Trivirostra leylae Fehse & Grego, 2013
- Trivirostra mactanica Fehse & Grego, 2002
- Trivirostra matavai Fehse & Grego, 2013
- Trivirostra natalensis Schilder, 1932
- Trivirostra obscura (Gaskoin, 1849)
- Trivirostra oryza (Lamarck, 1810)
- Trivirostra oshimaensis Cate, 1979
- Trivirostra pellucidula (Reeve, 1846)
- Trivirostra polynesiae Cate, 1979
- Trivirostra poppei Fehse, 1999
- Trivirostra prosilia Fehse, 2015
- Trivirostra pseudotrivellona Fehse & Grego, 2008
- Trivirostra scabriuscula (Gray, 1827)
- Trivirostra shawi Schilder, 1933
- Trivirostra sphaeroides Schilder, 1933
- Trivirostra spioinsula Cate, 1979
- Trivirostra thaanumi Cate, 1979
- Trivirostra tomlini F. Schilder & M. Schilder, 1944
- Trivirostra triticum Schilder, 1932
- Trivirostra tryphaenae Fehse, 1998
- Trivirostra turneri Schilder, 1932
- Trivirostra vayssierei Cate, 1979
- Trivirostra vitrina Cate, 1979
- Trivirostra yangi Fehse & Grego, 2006